# Międzynarodowe Stowarzyszenie Misyjne Adwentystów Dnia Siódmego Trzecia Część
Międzynarodowe Stowarzyszenie Misyjne Adwentystów Dnia Siódmego Trzecia Część; Zach. 13:8–9; Obj. 14:12 – niewielki unitariański odłam adwentystów reformowanych (Ruchu Reformacyjnego), wyodrębniony w Niemczech w 1918 r. na skutek braku zgody części zwolenników pacyfistycznego Ruchu Reformacyjnego, powstałego w okresie I wojny światowej z Kościoła Adwentystów Dnia Siódmego wobec niektórych poglądów wyrażanych przez przywódców owego ruchu, które ich zdaniem stanowiły błąd w doktrynie. 
Podobnie jak macierzysty Ruch Reformacyjny, stowarzyszenie podziela pogląd o „odpadnięciu od prawdy” Kościoła Adwentystów wskutek przyzwolenia na odbywanie służby wojskowej i łamanie, jego zdaniem, przykazania o świętowaniu sabatu, usprawiedliwiane przez przywódców tego Kościoła, ponadto stwierdzając „odpadnięcie od prawdy” samych adwentystów reformowanych, którzy, choć zdaniem stowarzyszenia sprzeciwili się błędom Kościoła Adwentystów w momencie kryzysu, sami także popadli w inne herezje. Wokół tego zasadniczego poglądu nastąpiło zorganizowanie Stowarzyszenia Adwentystów Trzeciej Części, którego głównym ideologiem, uważanym także za założyciela wyznania, stał się Josef Bach.

## Poglądy

### Interpretacjatrzech częściZachariasza
Przez analogię do starotestamentalnego proroctwa o trzech częściach z Księgi Zachariasza, wyznanie sformułowało pogląd, iż tak jak w Izraelu nastąpił podział na trzy części: Efraima, Judę i Jakuba, spośród których trzecia dochowała wierności Bogu do końca, tak też we współczesnym adwentyzmie dokonał się podział na trzy części, które charakteryzowało proroctwo. Pierwsza część – typiczny Efraim – w znaczeniu antytypicznym oznacza macierzysty Kościół Adwentystów Dnia Siódmego, któremu miała być powierzona duchowa Arka Przymierza od 1844 aż do 1914 r. Wówczas to przywódcy tego wyznania zezwolili adwentystom na służbę wojskową, przez co zdaniem adwentystów reformowanych i adwentystów trzeciej części „odpadli od prawdy” i złamali dekalog. Adwentyści o poglądach pacyfistycznych, tzw. reformowani, dali wówczas początek Ruchowi Reformacyjnemu, który sprzeciwił się zezwoleniom na służbę wojskową. Zorganizował się jako oddzielna korporacja w 1925 r. Adwentyści trzeciej części dopatrują się w owej schizmie z okresu I wojny światowej proroczego powtórzenia podziału, jaki nastąpił w Izraelu na Królestwo Izraela i Królestwo Judy, w wyniku którego to pierwsze popadło w odstępstwo i zostało odrzucone przez Boga, tak jak współcześnie Kościół Adwentystów Dnia Siódmego. W tym okresie pozostać miały „wierne ostatki” z pokolenia Judy („druga część”), poza którymi cały Izrael miał być odrzucony według zastosowania proroctw z Iz 28, 5–6 i Oz 11, 12. „Ostatkami” tymi według adwentystów trzeciej części mieli być adwentyści reformowani w latach 1914–1918. Zgodnie jednak z zastosowaniem kolejnych proroctw, także w Judzie miało pojawić się odstępstwo według 2 Krl 17, 19–20; 23, 27 i Jer 7, 14–15:

Toteż Pan rzekł: Również i Judę usunę sprzed swego oblicza, jak usunąłem Izraela, i odrzucę to miasto, które wybrałem.

Według kolejnego zastosowania proroctw, z pokolenia Judy miały pozostać „wierne ostatki” Jakuba, stanowiące „trzecią część” proroctwa Zachariasza, podczas gdy pozostałe dwie części: Efraim (Kościół Adwentystów Dnia Siódmego) i Juda (adwentyści reformowani), miały zginąć a skutek odstępstwa od przykazań Bożych. Zgodnie z interpretacją adwentystów trzeciej części, ostatni podział w ludzie Bożym, z którego wyodrębnił się wierny Jakub, zaszedł w marcu 1918 r. między tymi spośród adwentystów reformowanych, którzy dostrzegli odstępstwo w Ruchu Reformacyjnym, mające polegać m.in. na uznaniu przez Ruch Reformacyjny siebie samego za prorocze „głośne wołanie” anioła z 18. rozdziału Objawienia św. Jana oraz „wieczorne wylanie” deszczu Ducha Świętego. W kolejnych latach krytyka adwentystów reformowanych ze strony adwentystów trzeciej części poszerzyła się o kolejne aspekty dotyczące łamania kolejnych przykazań dekalogu, w tym o rzekomą zmianę stanowiska Ruchu Reformacyjnego z unitariańskiego na trynitarne, oskarżanie przywódców Ruchu Reformacyjnego o cudzołóstwo i ponowne zawieranie małżeństw za życia poprzedniego małżonka oraz stanowisko adwentystów reformowanych w sprawie zdjęć i portretów, zezwalające na ich posiadanie, co zdaniem adwentystów trzeciej części stanowi pogwałcenie przykazania zakazującego sporządzania podobizn. Z tego też względu adwentyści trzeciej części znani byli jako „obrazoburcy”.
Charakterystyka prorocza „trzeciej części”, którą adwentyści trzeciej części odnoszą do swojego ruchu, opiera się na proroctwie Zachariasza:

I stanie się w całym kraju - mówi Pan: Dwie trzecie zginą i pomrą, a tylko trzecia część pozostanie z nim. Tę trzecią część wrzucę w ogień i będę ją wytapiał, jak się wytapia srebro, będę ją próbował, jak się próbuje złoto. Będzie wzywać mojego imienia i wysłucham ją. Ja powiem: Moim jest ludem, a ona odpowie: Pan jest moim Bogiem.

### Ważność chrztu
Według porządku zborowego Międzynarodowego Stowarzyszenia Misyjnego Adwentystów Dnia Siódmego Trzeciej Części, chrzest może przyjąć wyłącznie osoba w wieku świadomym, która dobrowolnie przyjęła wszystkie zasady wiary. Nauka o „trzech częściach” determinuje stosunek do chrztu i ważności jego udzielenia w macierzystych wyznaniach adwentystycznych. Zgodnie z porządkiem zborowym:

Jeżeli ktoś ochotnie oświadczył, że pragnie być przyłączony do Zboru z jakiejś innej społeczności, z wyjątkiem Organizacji Adwentystów Dnia Siódmego, to chrzest jest warunkiem przystępowania do społeczności Adwentystów Dnia Siódmego Trzeciej Części. Jeżeli jest ktoś ze społeczności Adwentystów Dnia Siódmego, wówczas zostaje zbadane, kiedy został w tym Kościele ochrzczony. Jeżeli to miało miejsce przed pierwszą wojną światową, do wiosny roku 1915, kiedy to jeszcze istniała jedna społeczność Adwentystów Dnia Siódmego, wtedy jest jego imię napisane w Księdze Żywota. Jeżeli jest ktoś ochrzczony z Ruchu Reformacyjnego od wiosny roku 1915 do marca roku 1918 wówczas chrzest jest prawomocny. [...] Dla wszystkich innych, bez wyjątku czy różnicy, jak się kto zapatruje na chrzest u niektórych z innych kościołów, jest warunkiem do przyjęcia drugi chrzest, żeby być przyjętym do Zboru Adwentystów Dnia Siódmego Trzeciej Części.

### Reforma zdrowia
Adwentyści trzeciej części, podobnie jak macierzysty Ruch Reformacyjny, uznają przestrzeganie diety wegetariańskiej, abstynencję od tytoniu, alkoholu, kawy i herbaty za bezwzględny obowiązek wyznawców. W odróżnieniu jednak od adwentystów reformowanych, Stowarzyszenie Adwentystów Dnia Siódmego Trzecia Część wprowadziło bardziej surowe zalecenia żywieniowe wobec swoich członków, obejmujące ponadto:

Wystrzeganie się drażniących pokarmów i napojów, jak: prawdziwej kawy, ruskiego czaju, korzennych przypraw (pieprz), octu i w occie zaprawionych pokarmów, starych cuchnących serów, przesolonych i korzennych potraw, kwaśnej cuchnącej jarzyny, ciężkostrawnego pieczywa, wszlekiego rodzaju napojów alkoholowych i każdej rzeczy ciało plamiącej, według 1 Kor. 3:16–17; 6:19, jak tytoniu, opium, trujących lekarstw i iniekcji itd.

## Historia i współczesność

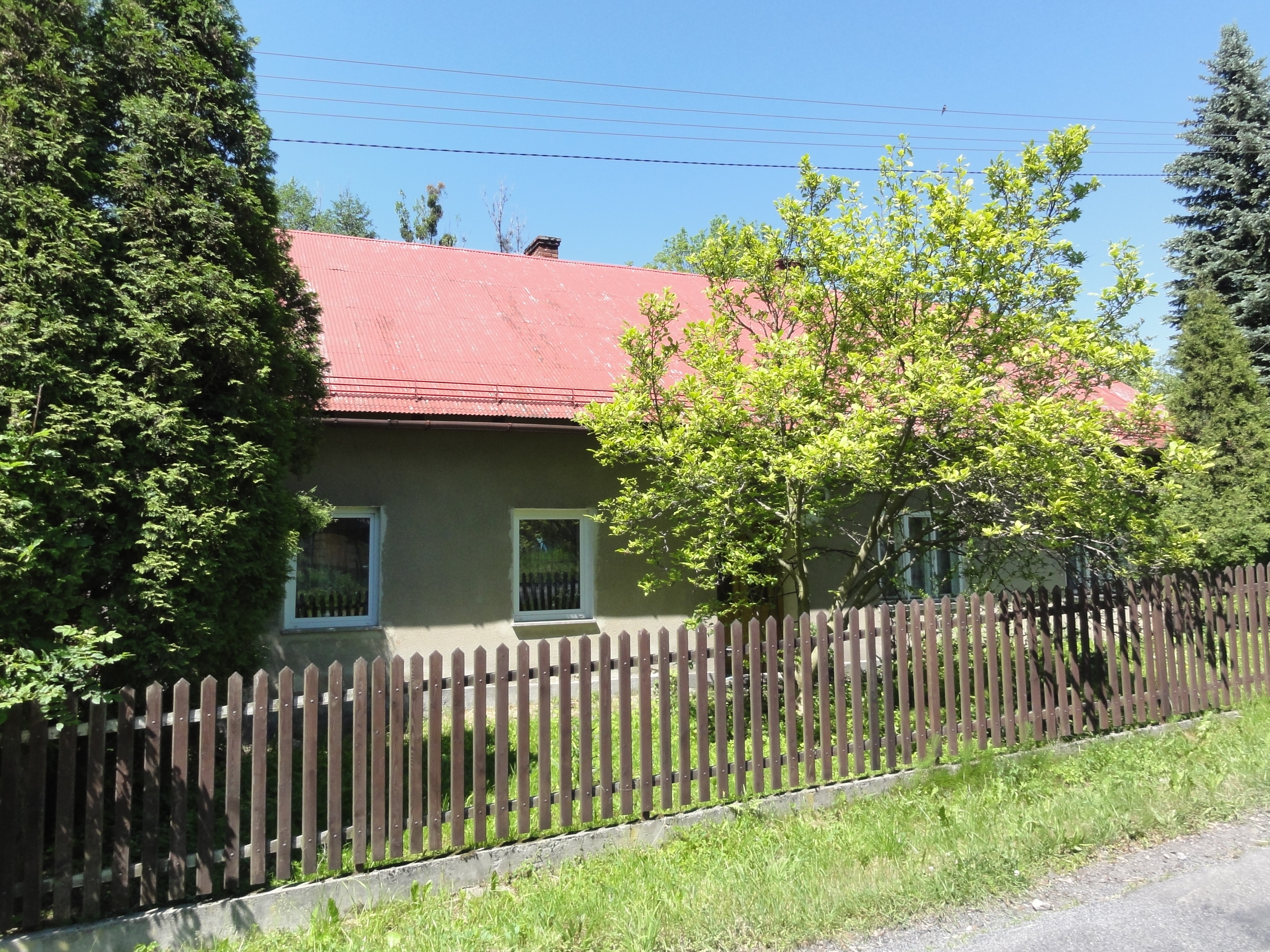
Kowale 9 – centrala i jedyna kaplica Trzeciej Części w Polsce

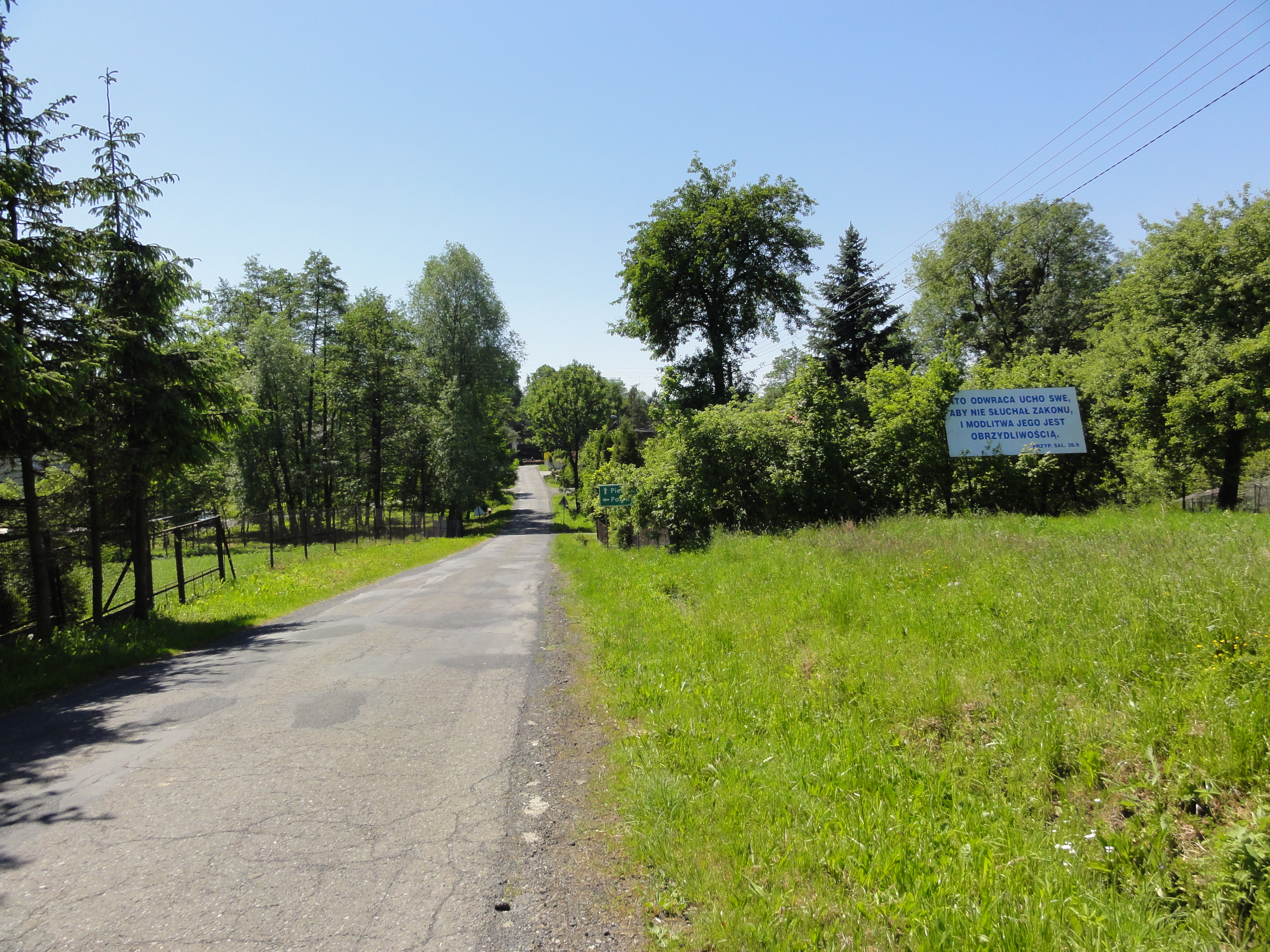
Droga z Wieszcząt obok kaplicy w Kowalach 9, przy której znajduje się tablica z cytatem biblijnym: „Kto odwraca ucho swe, aby nie słuchał zakonu, i modlitwa jego jest obrzydliwością” (Prz 28,9 BG)

Międzynarodowe Stowarzyszenie Misyjne Adwentystów Dnia Siódmego Trzecia Część stworzone zostało w marcu 1918 r. przez grupę adwentystów reformowanych skupionych wokół osoby Josefa Bacha, którzy dopatrywali się odstępstwa w Ruchu Reformacyjnym, uznanym odtąd za tzw. „drugą część”. W początkowej fazie istnienia ruchu Trzeciej Części zdawał się odnosić on sukcesy, o czym świadczyć może przyłączenie się do Trzeciej Części na krótki czas m.in. Juliusa Wolza czy Wilhelma Maasa – późniejszego przewodniczącego Generalnej Konferencji adwentystów reformowanych. Wkrótce jednak większość członków powróciła do zborów Ruchu Reformacyjnego, gdy ten zorganizował się w międzynarodową organizację religijną, podczas I sesji Generalnej Konferencji w Gocie w 1925 r.
Mimo kryzysów, Stowarzyszenie Adwentystów Trzeciej Części przetrwało do dziś, licząc obecnie ok. tysiąca członków w Niemczech, Czechach, Polsce, na Ukrainie i w Rumunii. Nie istnieje Generalna Konferencja lub inna instytucja, grupująca adwentystów trzeciej części. Zbory, mimo autonomii, pozostają ze sobą w dobrych stosunkach i organizują doroczne konferencje międzynarodowe. Organizacja utrzymywana jest na poziomie lokalnym. Komitet nominacyjny każdego zboru składa się z nieparzystej liczby osób. Urzędy w zborze (m.in. starszego zboru, pierwszego diakona, nauczyciela szkoły sobotniej) obsadzane są drogą głosowania lub losowania, gdy więcej niż jedna osoba wydaje się posiadać te same predyspozycje do jego objęcia.

### Sytuacja w Polsce
W Polsce historia adwentystów trzeciej części, podobnie jak i macierzystych adwentystów reformowanych, sięga okresu tuż po I wojnie światowej. Stowarzyszenie Adwentystów Trzeciej Części, znane w polskim środowisku adwentystycznym już od okresu międzywojennego pod przezwiskiem bachowcy (od nazwiska założyciela) lub rogolowcy i spychałowcy (od nazwisk polskich przywódców ruchu), rozwijało się szczególnie na Śląsku. Jego członkowie rekrutowali się zarówno spośród byłych członków Kościoła Adwentystów Dnia Siódmego, jak i spośród adwentystów reformowanych. Już w 1927 r. przywódcą ruchu był starszy zboru Józef Rogala, zamieszkały we wsi Kowale (nr 9), gdzie do dziś znajduje się centrala i kaplica liczącego już tylko dwóch członków ruchu Trzeciej Części. Po śmierci polskiego starszego zboru, Oskara Rogola, działalnością stowarzyszenia kieruje Józef Rogol.
Stowarzyszenie Adwentystów Trzeciej Części znane jest polskiemu środowisku adwentystycznemu głównie dzięki jego aktywnej działalności wydawniczej. Wydawnictwo „Testimonex”, należące do adwentystów trzeciej części, przetłumaczyło i wydało w języku polskim wszystkie ważniejsze książki Ellen G. White, spośród których wiele nie ukazało się dotychczas nakładem wydawnictwa „Znaki Czasu”. Jednym z większych przedsięwzięć było przełożenie na język polski wszystkich dziewięciu tomów Świadectw dla Zboru, które dotychczas ukazały się jedynie nakładem wydawnictwa „Testimonex”. Ich przekład możliwy był dzięki wsparciu dziesięcin członków Stowarzyszenia. Wydawanie dziewięciotomowej serii rozpoczęto w 1984 r., kiedy to ukazał się tom pierwszy. Świadectwa, z uwagi na istniejącą wówczas sytuację polityczną (okres PRL), wydawane były „podziemnie” – przepisywane na maszynie i drukowane na powielaczu.